# カリカック家

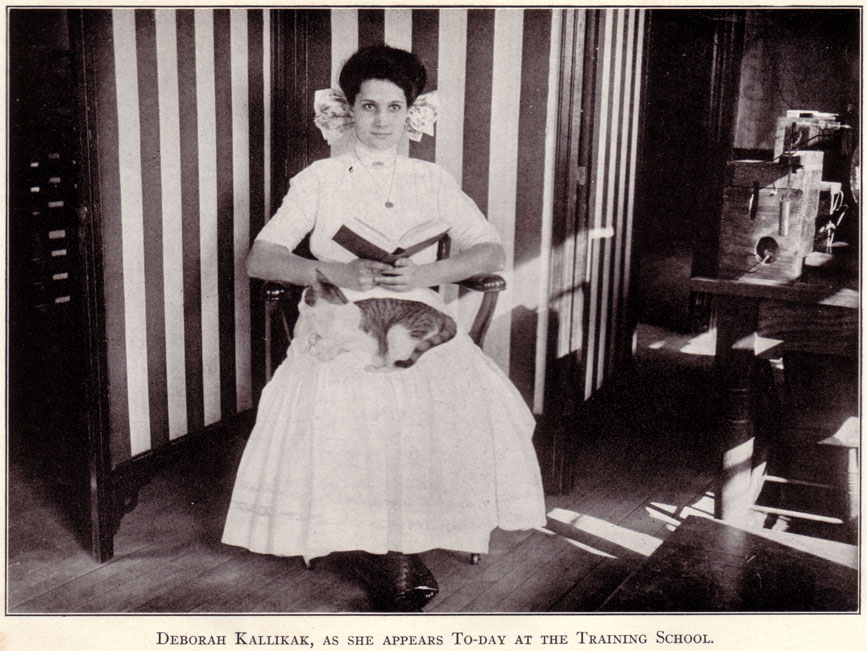
デボラ・カリカック

『カリカック家 - 精神薄弱者の遺伝についての研究』（かりかっくけ せいしんはくじゃくしゃのいでんについてのけんきゅう、英: The Kallikak Family - A Study in the Heredity of Feeble-Mindedness）は、アメリカの心理学者・優生学者であるヘンリー・H・ゴッダードの1912年の著作である。この本では、当時の心理学的な概念である精神薄弱の遺伝現象ついての、ゴッダードの研究の広範囲な事例を扱っている。
ゴッダードはこの著作の中で、精神的特徴のほぼすべての類型は元来遺伝に由来するものであり、それゆえ社会の構成に不適格な個人の生殖を制度的に検証する体制を確立することが必要であると主張した。

## ゴッダードの研究とその主張
この本はニュージャージー州のヴァインランドにある、ゴッダード自身が運営する精神薄弱の子供たちのヴァインランド訓練学校の一人の女性、デボラ・カリカック
の事例について、彼女の系譜を独立戦争当時の1人の男性にまで遡り、クエーカー教徒の妻との間に生まれた「健全な」系統と、精神薄弱と推定されるホステスとの間に生まれた彼女に連なる「劣った」系統を議論するところから始まっている。
ゴッダードは複雑に入り組んで構成された系図を用いて、彼の研究は、ほぼ完璧なまでにメンデルの法則における優勢と劣勢の形質遺伝の割合を示しているとした。このためゴッダードの遺伝学的に簡潔な主張は最先端の科学と等価であると見做されることになった。

## 現在におけるゴッダードの評価
当時、ゴッダードの著作『カリカック家』は相当な売り上げをもたらし、また何回も重版されて売り出された。これによりゴッダードは政策に心理学的手法を用いる際の、国の第一人者という地位に押し上げられ、チャールズ・ダベンポートやマディソン・グラントといった人物と並んで、20世紀初頭においてアメリカの優生学の公式に権威ある研究者として認められることになった。しかしながら近年になるとその方法論や結論は、優生学という初期の遺伝研究における代表的な問題例として捉えられている。
ゴッダードは存命中一流の科学者であると見做されていたが、今日ではその事績は、同時代の優生学者と同じく疑似科学・詭弁といった領域に地位を落としている。ゴッダードのほとんどの研究データは彼の近くの大学の助手たちによって収集されていたが、
その調査法は、これらの調査員が知的障害の有無および程度を対象者の外見から直感で判断するという、今日の目で見ればおよそ合理的とは言い難い手法によるものであった。

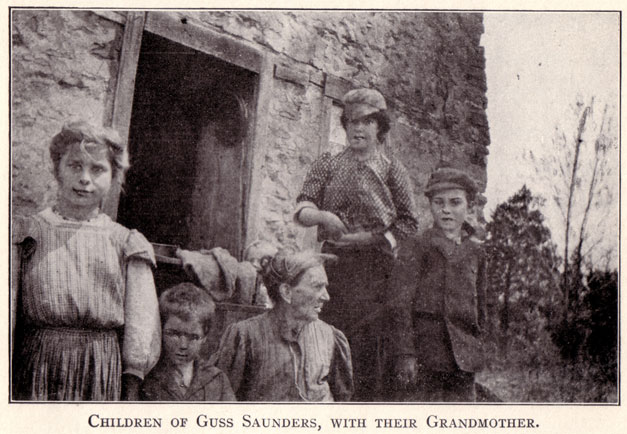
知的障害とされたカリカック家の家族

心理学者のレイモンド・ファンチャーは、ゴッダードの研究において精神薄弱とされる対象者の写真の顔に明白な修正が施されている事について、その種の修正は、初期の写真印刷方法における一般的現象であった色あせた顔になるのを避けるためのよく知られた手続きであったが、このような悪意のある編集はゴッダードの第一の主張すなわち、十分に訓練された調査員の目によって群衆の中から知的障害者を見つけ出すことが出来るという主張を損なうものであると述べた。
古生物学者で著名なサイエンスライターのスティーヴン・ジェイ・グールドは、本書の初期の版で、写真の眼や口に黒い線を入れたり、狂人に見えるかのように眼を黒く塗りつぶしたりといった、カリカック家の人々を明らかに邪悪に見せたり知恵遅れの顔つきに見せる為の修正が施されたことを始め、これらの研究が、調査員の直感による合理性の乏しい調査手法に基づくものであること、さらにゴッダードがこれらの調査官は経験により面接したことのない人々の知能程度まで判断出来ると述べている事などを挙げ、ゴッダードの研究は、はじめから決められた結論を根拠とする当て推量以上の何物でもないと結論付けている。

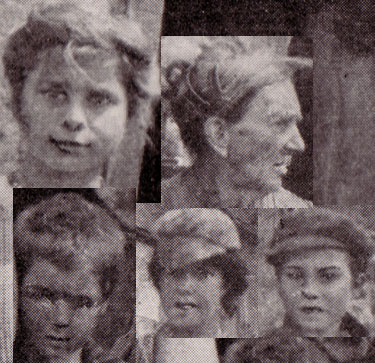
上記写真を拡大したもの
カリカック家の「悪い」特徴を際立たせるように写真が修正されている

これも議論され続けてきたことであるが、仮に何かがカリカック家の家系に脈々と受け継がれているのだとすれば、それは貧困である。例えば栄養失調は、貧困により家族全体が共有する。また貧困に伴う悪しき生活習慣としての過度の飲酒は、アルコール依存症により貧困を悪化させ、妊産婦においては胎児性アルコール症候群(FAS)により身体的な悪影響が次世代へと受け継がれる。
ゴッダードの同僚であるダベンポートは、遺伝的なものとして様々な疾患の症例を特定しているが、これらの多くは今日では食糧事情の悪化やFASによって引き起こされる症例であることが分かっている。
生活環境が共有された状況では、本当に多くのことが、しばしば遺伝的情報とは無関係に家系に引き継がれるのである。

## 『カリカック家』のその後の影響
『カリカック家』の波及効果として、一時的にゴッダードのような研究施設への資金援助が増加したが、誤った理論と偏見に基づくそれらの研究は精神疾患への価値のある解決策とはつながらなかった。当時の移民や貧困層などの社会的弱者に対し「ならず者」・「精神薄弱者」などと劣性形質をもつ発達障害者とのレッテル張りが横行し、それらの人間に対する施設への強制収容、さらに断種といった非人道的な手段も実行された。
『カリカック家』という用語は、リチャード・ルイス・ダグデールによるジューク一族の研究（→ジューク家）と並んで、アメリカの南部や北西部の農村の貧困を文化的に短絡して説明するものに落ちぶれた。

## 脚註
1. ↑  精神薄弱Feeble-mindedという用語は、20世紀初頭において、現在の一般的な分類における精神発達障害・学習障害・精神疾患などを含む精神障害のさまざまな形態を包括的に扱うためのものであった。
2. ↑  カリカックは仮名で、ギリシャ語のκαλός（カロス「良好な」）とκακός（カコス「好ましくない」）からの合成語。
3. ↑  彼はアルフレッド・ビネーのIQテストを英語に翻訳してアメリカに紹介した最初の人物であった
4. ↑  『人間の測りまちがい』（河出書房新社） ISBN 4309251072
5. ↑  それぞれ "rogue"・ "feeble-mindedness"